# Zdzisław Paluch
Zdzisław Paluch (ur. 1951) – polski koszykarz, występujący na pozycji obrońcy, multimedalista mistrzostw Polski, po zakończeniu kariery zawodniczej – trener koszykarski.
W latach 1970–1974 studiował na Wydziale Mechanicznym Politechniki Krakowskiej oraz AWF.

## Osiągnięcia
- Mistrz Polski:
  - 1974
  - juniorów (1968)
- Wicemistrz Polski (1969, 1971)
- Brązowy medalista mistrzostw Polski (1972)
- Finalista pucharu Polski (1971)
- Awans do I ligi z Hutnikiem Kraków (1984)